# 奥尔森
奥尔森, 奥森, 奧爾森 或者 歐爾森（Olsen）可以指：

## 人物
- 吉米·奥尔森（英語：James Bartholomew "Jimmy" Olsen），澳大利亞足球。
- 麗克·歐爾森（Rikke Olsen Siegemund，1975年4月19日－），退役的丹麥女羽毛球運動員。
- 阿什莉·奥尔森（英語：Ashley Fuller Olsen，1986年6月13日－），美國女演員。
- 玛丽-凯特·奥尔森（英語：Mary-Kate Olsen，1986年6月13日－），美國女演員。
- 艾瑞克·克里斯蒂安·奥森（英語：Eric Christian Olsen，1977年5月31日－），美國演員。
- 贾斯廷·奥尔森（英語：Justin Olsen，1987年4月16日－），美国男子雪车运动员。
- 乔恩·奥尔森（英語：Jon Olsen，1969年4月25日－），美国男子游泳运动员，主攻自由泳。
- 拿斯·奧臣（丹麥語：Lars Olsen，1961年2月2日－），前丹麥後衛。
- 安德烈亞斯·斯科夫·奧爾森（丹麥語：Andreas Skov Olsen，1999年12月29日－），丹麥足球運動員。
- 摩頓·奧臣（丹麥語：Morten Per Olsen，1949年8月14日－），丹麥足球教練和前足球運動員。
- 安雅·奧臣（丹麥語：Anya Olsen，1994年9月27日－），美國職業棒球大聯盟的投手，現效力於紐約大都會隊。
- 莫滕·奥尔森 (手球运动员)（丹麥語：Morten Olsen，1984年10月11日－），丹麥男子手球運動員。

|  | 本页或本分段罗列了姓氏为「奥尔森」的人物。 如果是一个指代特定个人的内链将您引导到本页，請考慮修正該人物的名字以將链接指向正確的條目。 |